# زجاج مكسر (فلم)
زجاج مكسر (بالإنجليزية: Shattered Glass) فيلم دراما أمريكي-كندي صدر عام 2003 من تأليف وإخراج بيلي راي. السيناريو مقتبس من مقال للصحفي باز بيسينغر في مجلة فانيتي فير عام 1998. يحكي الفيلم قصة الصعود السريع للصحفي ستيفن غلاس في صحيفة ذا نيو ريببلك خلال منتصف عقد 1990 وقصة سقوطه بعد فضيحته الصحفية.

## وصلات خارجية
- مقالات تستعمل روابط فنية بلا صلة مع ويكي بيانات